# Milostné vzplanutí
Milostné vzplanutí (v anglickém originále Fall) je americký dramatický film z roku 1997. Režisérem filmu je Eric Schaeffer. Hlavní role ve filmu ztvárnili Eric Schaeffer, Amanda de Cadenet, Rudolf Martin, Francie Swift a Lisa Vidal.

## Obsazení
| Eric Schaeffer        | Michael       |
| Amanda de Cadenet     | Sarah         |
| Rudolf Martin         | Phillipe      |
| Francie Swift         | Robin         |
| Lisa Vidal            | Sally         |
| Roberta Maxwell       | Joan Alterman |
| Scarlett Johanssonová | mladá dívka   |
| Jose Yenque           | Scasse        |